# Épidémie de peste en Italie de 1629-1631
L’épidémie de peste en Italie de 1629-1631 représente une série de foyers de peste bubonique, ayant eu lieu en Italie du Nord dans le quadrilatère Venise-Milan-Gênes-Florence. Cette épidémie, souvent dénommée grande peste de Milan, aurait coûté la vie à un million de personnes, soit 25 % de la population, avec des taux de mortalité particulièrement élevés dans les villes de la Lombardie et de la Vénétie.
Selon le chercheur Carlo M. Cipolla, la peste a coûté la vie à 1 100 000 personnes en Italie septentrionale, sur une population de 4 millions d'habitants. Outre son coût humain et économique, elle marque la littérature italienne avec l'œuvre d'Alessandro Manzoni et la pensée médicale avec le renforcement du scepticisme à l'égard du galénisme.

## Contexte et précédents

### Contexte socio-économique
L'Italie du nord était l'une des régions les plus riches d'Europe, mais en comparaison des sociétés industrielles modernes, la grande masse de la population était plongée dans une misère difficile à imaginer de nos jours. Elle se nourrit principalement de pain, de vin et de salades, avec une moyenne de 7 kg de viande par an et par personne. Un bon repas consistant, ou l'acquisition d'un vêtement neuf, représente un évènement exceptionnel.
Au début du XVIIe siècle, la Lombardie subit une crise économique, sociale et sanitaire principalement liée à de faibles récoltes agricoles à partir des années 1610. La pénurie de blé, dont le prix double, coïncide avec une crise des manufactures et des productions artisanales, notamment pour le travail de la laine et de la soie.

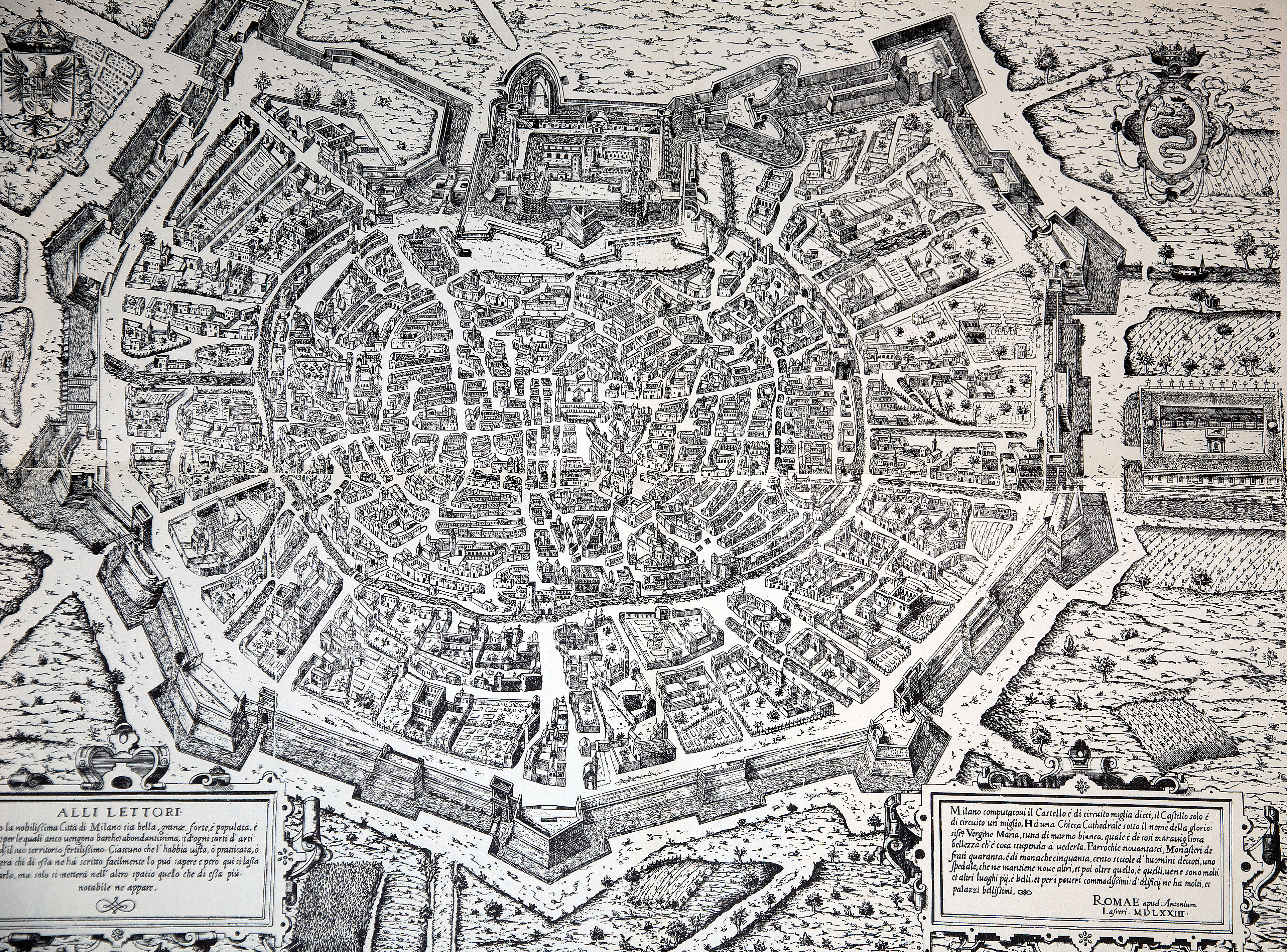
Milan en 1573, à droite (hors les murs) le lazaret, en quadrilatère centré sur une chapelle, qui abritera au même moment jusqu'à plus de 15000 personnes en 1630.

Cette crise économique entraine des disettes et des risques épidémiques. Selon Cipolla, les conditions hygiéniques des villes italiennes de l'ère pré-industrielle étaient « hallucinantes ». Dans les bas-quartiers des cités florentines, les caves sont pleines de déjections humaines, les puits contaminés par les eaux usées… Partout règnent la puanteur et la saleté dans les rues comme dans les maisons, avec omniprésence des rats, puces et poux.
Contrairement à ce que pourrait croire un contemporain de l'ère industrielle, les citadins en situation de disette ne vont pas à la campagne pour trouver de la nourriture. C'était le contraire : des hordes de paysans affamés venaient mendier et mourir de faim dans les villes, les stocks de nourriture étant dans les greniers urbains publics ou au domicile des plus nantis. Selon Cipolla :

« La ville exploitait alors la campagne bien plus impitoyablement que ne le firent jamais les fameuses puissances impérialistes vis-à-vis de leurs colonies au XIXe siècle. Le rentier citadin pressurait le paysan, ne lui laissant que le strict nécessaire pour ne pas mourir de faim. Le colon du contado ne possédait ni économies ni vivres. »

Dans ces conditions, le typhus exanthématique et la malaria étaient endémiques. En 1620-1621, une épidémie plus grave de typhus frappe Florence, cette ville de 76 000 habitants perd 3 000 personnes en 8 mois (soit le double de la mortalité des années ordinaires). Pour les Toscans de cette période, la présence permanente de ces deux maladies était compensée par une « malignité » réduite par rapport à la peste. Cette peste, à épisodes plus rares, mais d'intensité meurtrière catastrophique, inspirait une « sacro-sainte terreur » pour les responsables locaux.

### Structures sanitaires
À la suite de la peste noire du XIVe siècle, l'Italie du Nord se dote progressivement d'institutions sanitaires : les Tribunali di Sanità, magistratures spéciales s'occupant des questions de santé. Jusqu'au début du XVIe siècle, ces services de santé sont exceptionnellement avancés par rapport au reste de l'Europe. Ces magistratures ont eu d'abord un rôle d'urgence temporaire avant de se transformer en structures permanentes sous la pression d'épidémies répétées.

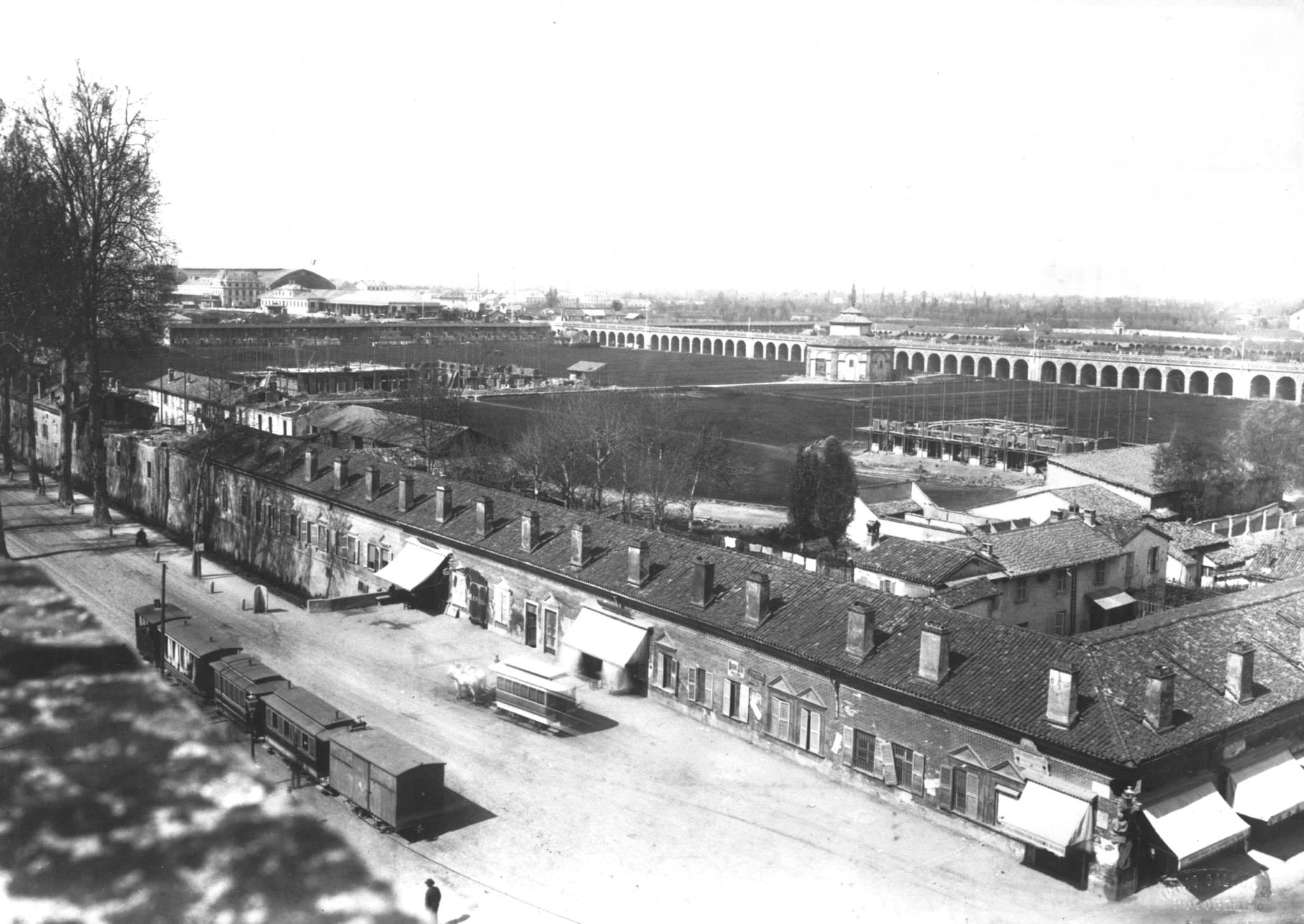
Le lazaret de Milan en 1880 avant sa démolition. La chapelle est au centre d'une zone délimitée par une galerie en arcades formant un quadrilatère de 378 m sur 370.

La première magistrature de santé est créée à Venise le 30 mars 1348. Il s'agit d'un comité d'urgence temporaire, composé de trois membres élus parmi le Maggior Consiglio (Grand Conseil), et doté de pouvoirs décisionnels limités à la durée de l'urgence. En 1486, ce comité devient permanent et élu chaque année par le Sénat de Venise. Des offices locaux de santé sont créés dans les autres villes de la république de Venise comme Padoue. Venise elle-même nomme des présidents de quartiers pour la déclaration de maladies et des inspecteurs pour le contrôle des denrées alimentaires. Un processus analogue se déroule en république de Florence.
Le duché de Milan, relativement épargné lors de la peste de 1348, est durement frappé en 1399-1400. Le Duc Jean Galéas Visconti désigne alors son vicaire général comme « commissaire à titre extraordinaire pour la sauvegarde de la santé ». Dès les premières décennies du XVe siècle, cette magistrature devient permanente, en avance sur Venise et Florence, mais beaucoup plus autoritaire puisque dirigée par une seule personne, le commissaire de santé dépendant directement du Duc. En 1534, le duc François II réforme cette magistrature en lui donnant une réglementation précise et une structure plus collégiale.

### Fonctionnement
Au début du XVIIe siècle, les structures sanitaires les plus développées se trouvent en Italie du Nord dans le quadrilatère Venise, Milan, Gênes et Florence. Il s'agit de structures permanentes alors que plus au sud (Pérouse, Rome…) les offices de santé restent provisoires, le temps d'une épidémie.

L'Italie en 1494. En 1630, la république de Florence est devenue le grand-duché de Toscane.

À cette époque, il n'y avait pas de séparation des pouvoirs. Les magistratures permanentes de santé pouvaient non seulement promulguer des lois, mais aussi poursuivre en justice, procéder aux arrestations, jugements et exécution des sentences. Elles possèdent leur propre police et même leurs propres prisons.
Ces magistratures sanitaires sont quasi-exclusivement composées d'administrateurs n'ayant rien à voir avec la profession ou les études médicales. Le magistrat de santé pouvait donner des ordres et des directives au corps médical, tout en sollicitant des conseils techniques sur tel ou tel point. Selon Cipolla, le savoir médical était modeste et « une personne de bon sens assimilait sans tarder le peu qu'il pouvait y avoir de valable dans les conseils des médecins quant aux précautions à prendre pour éviter la contagion ».
Depuis la peste noire (1347-1351), personne ne met en doute que le mal se communique d'individu à individu, par animaux ou objets infectés. Très vite, les principes de base sont la localisation et le signalement des cas, la séparation et l'isolement des personnes contaminées et suspectes, les quarantaines et cordons sanitaires.
Des règles permanentes d'hygiène publique sont instaurées, même en période d'accalmie : par exemple à Milan en 1590 sur le nombre d'occupants par maison et l'écoulement des eaux usées. À Venise, les commerces alimentaires sont contrôlés, comme le commerce des chiffons et vêtements usagés ; un contrôle répressif s'exerce sur les mendiants et les prostituées ; les cimetières sont surveillés pour détecter immédiatement une hausse de la mortalité.
De même, l'habitude est prise de faire des recensements des habitants, de tenir des registres d'états civils et des décès (Milan 1452, Mantoue 1496, Venise 1504). Ces villes peuvent exiger pour chaque décès, un certificat médical sur la cause de décès. À Mantoue, il fallait préciser la durée de la maladie ayant précédé la mort, toute durée inférieure à cinq ou six jours était estimée suspecte.
À partir de 1550, l'échange d'informations sanitaires entre les cités-États d'Italie du nord prend la forme d'une collaboration réciproque malgré les différends politiques et commerciaux. C'est notamment le cas pour l'institution du passeport sanitaire pour circuler d'une ville à l'autre.

## Déroulement épidémique

### Origine
La guerre de Trente Ans (1618-1648) est une guerre européenne de longue durée, faite de séries compliquées de campagnes à longue distance avec renversement d'alliances. Les armées de l'époque, composées de contingents multinationaux, sont plus grandes qu'au Moyen-Âge (le maximum de 8 000 ou 10 000 hommes devient un minimum). L'absence de logistique à longue distance implique de devoir vivre sur le terrain. De fait leur capacité de destructions pouvait être plus grande au cours de déplacements ou de repos prolongé que lors de batailles.

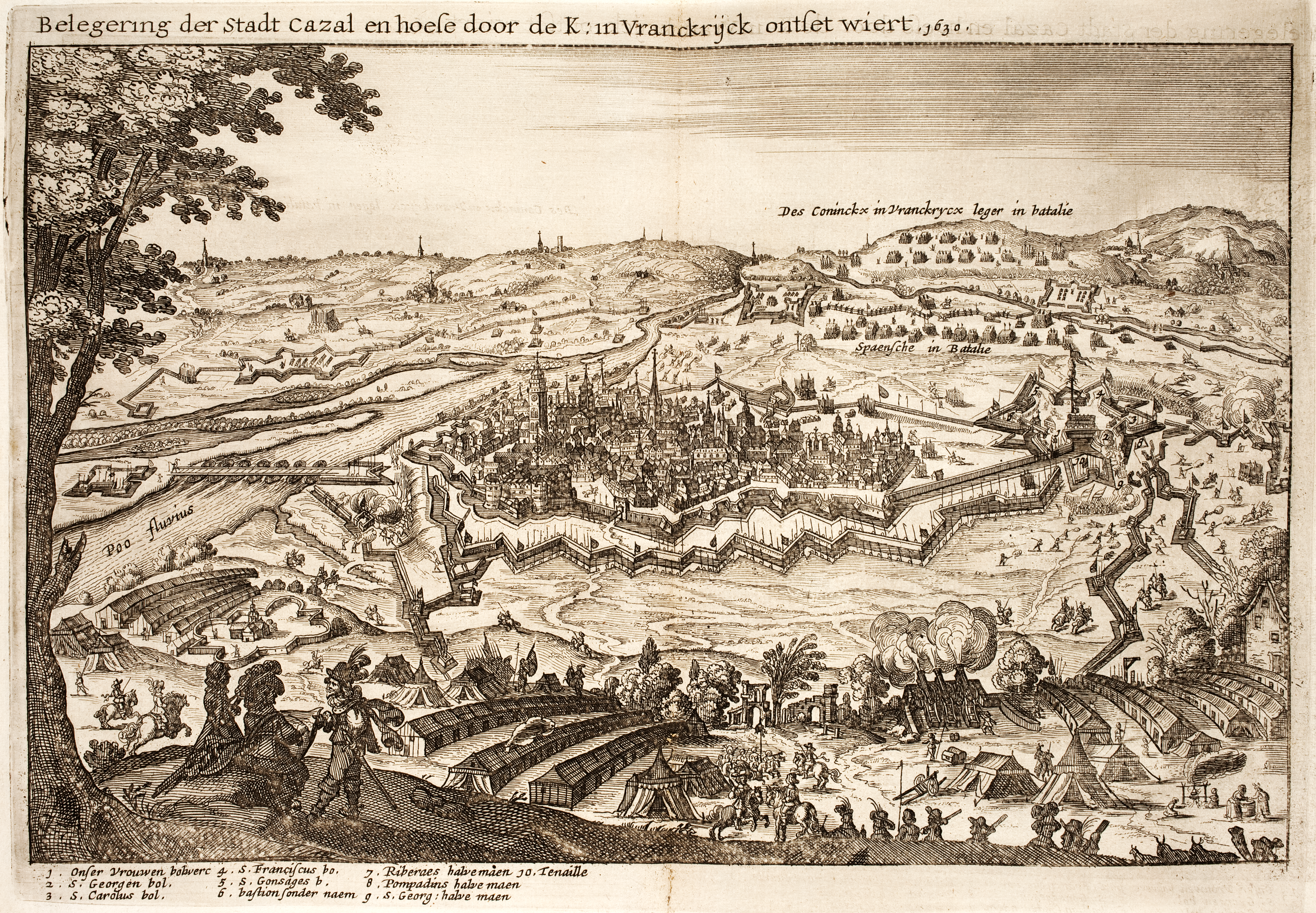
Siège de Casale Monferrato en 1630. Les français reprennent la forteresse aux espagnols.

À la fin des années 1620, en France et en Allemagne, ces mouvements de troupe répandent des épidémies de peste dans la population locale. En 1628, la peste se déclare lors du siège de la Rochelle par Richelieu, frappant assiégeants et assiégés.
Au même moment, la forteresse de Casale Monferrato dans le Piémont est bloquée par les espagnols (Guerre de Succession de Mantoue). Pour la secourir, Richelieu détache alors une partie de l'armée française de la Rochelle pour l'envoyer en Italie. Des épidémies éclatent sur son passage, notamment en Savoie au débouché des Alpes (Annecy en avril 1629, puis toute la vallée de la Maurienne).
En été 1629, la peste est d'abord signalée au nord du lac de Côme. En octobre 1629, la peste atteint Milan, grand centre commercial de la Lombardie. Bien que la ville ait pris des mesures de santé publique efficaces - y compris par des mises en quarantaine et par la restriction de l'accès des soldats allemands et des marchandises - la peste couve. L'archevêque Federico Borromeo (1564-1631) fait construire des chapelles et organise des processions.

### Pics

#### Milan
Une épidémie majeure éclate en mars 1630, du fait du relâchement des mesures sanitaires pendant la période du Carnaval. Ceci a été suivi d'une deuxième vague au printemps et en été de 1631. Au plus fort de l'épidémie, le monumental Lazaret de Milan (it) a pu abriter plus de 15 000 personnes. Dans l'ensemble, de 1629 à 1636, le Milanais a subi environ 60 000 morts sur une population totale de 130 000 habitants.

#### Bologne et Florence
En mai 1630, la peste est signalée à Bologne. En juin, Florence établit un cordon sanitaire en mettant Bologne au ban (interdiction des marchandises, lettres et personnes en provenant, même munies de passeport sanitaire), mais au mois d'août, la peste apparait en Toscane.
En janvier 1631, le duché de Toscane proclame une quarantaine générale : toute la population est confinée chez elle pour au moins 40 jours. Pour la seule ville de Florence, la peste sévit de 1630 à 1633, avec une perte de 7 000 personnes soit 10 % de la population.

#### Mantoue et Venise
Des soldats allemands et français introduisent la peste dans la ville de Mantoue. À l'est de la Lombardie, la république de Venise est infectée en 1630-1631. Des processions religieuses sont organisées en juin 1630, et en octobre les autorités prêtent le serment de construire une nouvelle église, la basilique Santa Maria della Salute.
La ville de Venise est sérieusement touchée, avec des pertes enregistrées de près de 46 000 personnes (les deux recensements encadrants de 1624 et 1633 donnent respectivement 142 804 et 98 244 habitants) soit une perte d'environ un tiers de la population.
Une vingtaine d'années plus tard, la peste réapparait dans les zones environnantes de Naples, Rome et Gênes en 1656–1657 avec la perte de près de la moitié de la population.

## Réactions sociales
En trois siècles, depuis la peste noire médiévale, les cités-états d'Italie du nord ont su créer des réglementations et administrations sanitaires stables. Selon Cipolla, les officiers sanitaires ont géré l'épidémie « avec un admirable sérieux ».
Par exemple pour le grand-duché de Toscane, les archives de Florence contiennent une masse énorme de la correspondance 1629-1631 de la ville avec chaque commune du grand-duché. Il fallait répondre aux lettres quelques heures seulement après leur réception, prendre des décisions rapides, dicter les réponses, exécuter les instructions sans délai, et envoyer des commissaires partout où l'on avait besoin d'eux.
Ces officiers ont combattu un « ennemi invisible », vu les connaissances médicales de l'époque. Ils savaient que les traitements médicaux étaient inopérants voire absurdes, l'unique espoir était dans la prévention, mais ils avançaient à tâtons en ce qui concerne la durée de l'isolement et des quarantaines ou les animaux, objets et marchandises contaminés (s'il fallait les détruire ou pas, et lesquels). Le cordon sanitaire avec passeport sanitaire était la seule mesure préventive fiable, nécessaire mais rarement suffisante. On établissait deux lignes de défenses, l'une à la limite du territoire (aux cols et aux gués) et l'autre aux portes des villes.
Selon Cipolla, il émane de cette correspondance, un sentiment de doute, lassitude et de solitude face à l'ampleur de la tâche et au poids des responsabilités des mesures à prendre.

### Personnel médical
En octobre 1630, le magistrat de santé de Florence ordonne de recenser et réquisitionner les médecins et chirurgiens. On sait ainsi que Florence comptait 33 médecins, et sur l'ensemble du duché de Toscane, 113 médecins et environ 120 chirurgiens, ce qui ferait à peu près deux médecins et deux chirurgiens pour dix mille habitants, une proportion très élevée pour l'époque.
Selon Cipolla : « Les connaissances médicales de l'époque nous apparaissent comme un salmigondis inextricable de vrai et de faux, d'observations exactes et de conclusions aberrantes ». Contre les fièvres pestilentielles les médecins proposent des antivenins comme la thériaque, le bol arménien (à base de minerai silicate d'aluminium), l'huile de scorpion, cataplasmes (décoction d'herbes aromatiques dans du vin chaud) sur la région du cœur, laxatifs, vomitifs et saignées.

### Gens d'Église
Au sein du clergé régulier, nombreux sont ceux qui prennent une part active contre l'épidémie, bénévolement et au prix de leur vie. Ce sont eux qui font fonctionner les lazarets. Plusieurs prélats occupent de hautes responsabilités dans l'administration sanitaire. Cependant l'Église dispose aussi de nombreux privilèges et immunités qui permettent à ses membres de ne pas se soumettre, s'ils le veulent, aux autorités civiles et d'échapper à toute sanction.
Ainsi des couvents refusent d'être réquisitionnés ou d'appliquer des règles d'hygiène, des évêques protestent contre la réduction du nombre de rassemblements et de prêches, de processions de reliques… Beaucoup estiment que les processions et autre cérémonies de repentance sont l'unique moyen d'apaiser la colère divine, les efforts humains terrestres pour limiter l'épidémie se faisant contra consilium Altissimi « contre l'avis du Très Haut ».

### Difficultés économiques et psychosociales
Les revenus publics des municipalités sont faibles. Les hôpitaux jouent un rôle charitable plus que de soins, ce sont eux qui doivent en principe financer le fonctionnement des lazarets. En situation de crise sanitaire, les responsables font appel aux dons, aux recours du mont-de-piété. Il n'existe pas d'emprunts à des établissements financiers, mais un recours massif au paiement différé des salaires, des services et des biens. En contre-partie les agents sanitaires peuvent recevoir une reconnaissance morale ou recognitione qui peut être une prime en argent ou en nature pour services rendus.
Par exemple, pour la ville de Prato (6 000 habitants intramuros et 11 000 sur son territoire), la gestion locale de l'épidémie est assurée par un administrateur disposant d'une équipe de moins de 25 personnes : officiers de santé responsables de l'approvisionnement et des subsides, d'un confesseur et d'un chirurgien, d'un greffier pour les passeports sanitaires, de garçons de salle du lazaret et de fossoyeurs, de soldats, gardes et hommes de main. Leur salaire moyen, quand il est réglé, est de 8 écus par mois (4 à 18), un habit neuf coûtant une quinzaine d'écus, un écu valant sept lires ou un ducat.

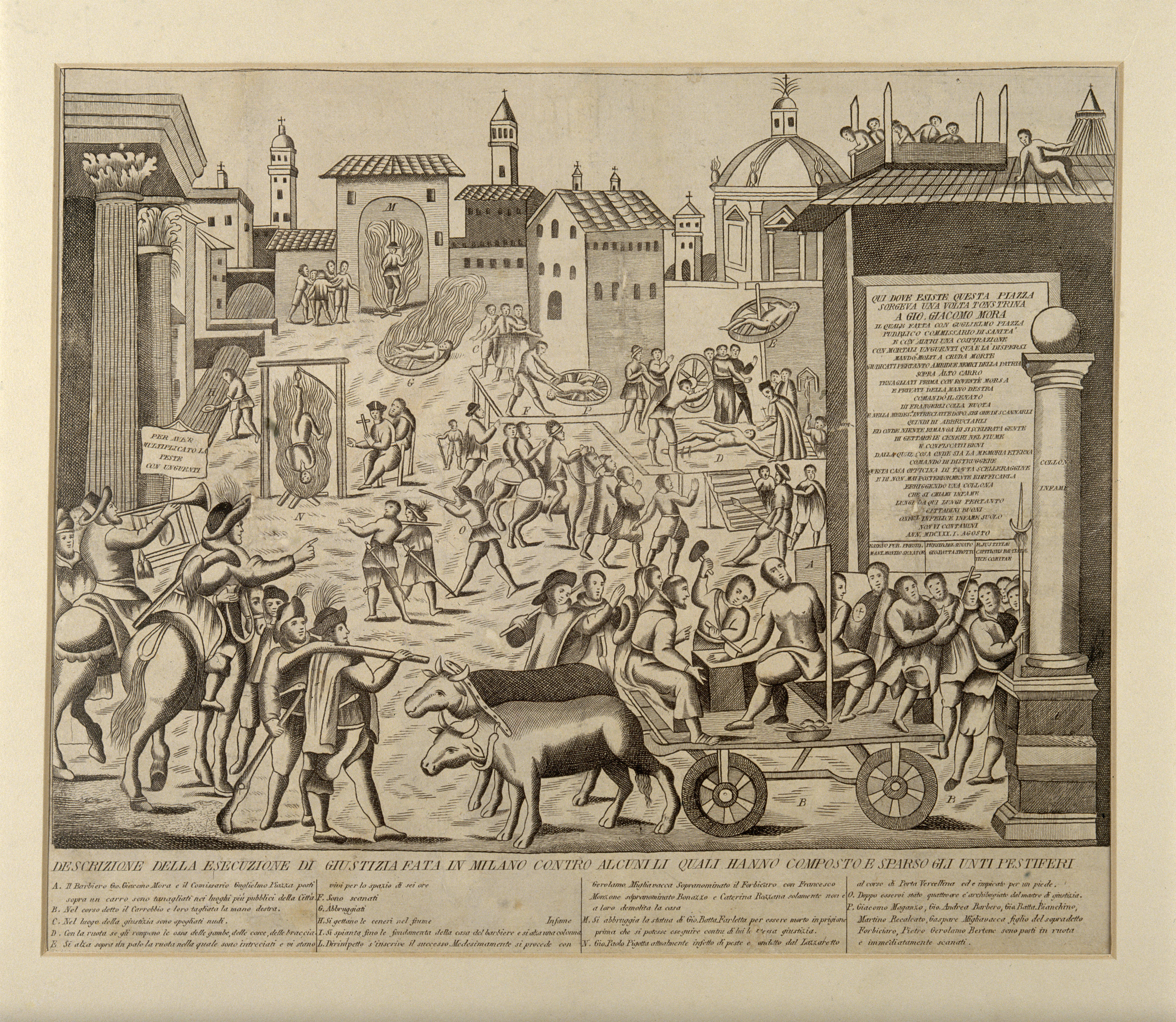
Tortures et exécutions de propagateurs présumés de peste, Milan 1630.

Selon un principe acquis lors de la peste de Sicile en 1576, combattre une épidémie revient à appliquer la devise « l'or, le feu et la potence » : l'or pour les dépenses, le feu pour brûler les objets infectés, la potence pour punir les coupables présumés et effrayer les autres. Ceux qui violent les règlements, ou sont seulement propagateurs présumés de peste sont punis d'amendes et de confiscations, ou de deux coups de corde jusqu'à la peine capitale après torture.
En principe, tout objet touché par un pestiféré devait être détruit par le feu. Mais la société préindustrielle d'alors était trop pauvre pour se permettre une telle destruction de biens, surtout lorsque le principe d'hygiène de base était vague et mal compris. Aussi on ne brûlait que ce qui était vraiment trop usagé ou de peu de valeur. La position sociale entre en jeu : les nantis arrivent à sauver leurs biens, alors que les pauvres perdent tout ce qu'ils ont.
La population ne supporte guère ni les restrictions, ni les contrôles, estimant que de toute façon, la peste s'arrêtera un jour ou l'autre. Malgré les gardes et les précautions, il n'est pas possible de garder en isolement total les pestiférés d'un lazaret. Les lazarets étant insuffisants, il est difficile de réquisitionner couvents ou autres logements pour isoler les malades ou placer les convalescents. De même, il était difficile de maintenir les cordons sanitaires surtout l'hiver, les impératifs économiques reprenant le dessus.
Les classes supérieures, par égoïsme ou mesquinerie, refusent de se soumettre aux consignes. De puissants intérêts commerciaux s'y opposent : les plus puissants obtiennent des dispenses. Pour des raisons totalement différentes, le peuple n'a aucune sympathie envers quelque forme de discipline que ce soit. De plus, dans la mentalité de l'époque, pour les gens de villes, les paysans étaient des citoyens de second ordre qui ne méritaient pas d'être secourus. Dans ce contexte, des prêtres du contado délivrent de faux laissez-passer.
Selon l'historien des épidémies Alfonso Corradi (de) (1833-1892) :

« L'arrogance, l'arbitraire, l'astuce, les privilèges passaient au-dessus des lois et se moquaient des interdictions frappées de peines extrêmement sévères et très cruelles, à l'encontre des plus faibles ou des moins adroits. Les quarantaines qu'on pratiqua largement dans les villes en ces circonstances ne servirent à rien, car leurs effets étaient constamment réduits à néant pour de multiples raisons(…) »

Selon Cipolla, la pauvreté générale des sociétés d'alors imposait des choix, et il fallait sacrifier les exigences sanitaires à l'angoissante pénurie de ressources. Les coûts humains et économiques étaient disproportionnés par rapport au profit qu'on pouvait en retirer, des énergies et des ressources furent gaspillées, « paradoxalement cette disproportion était plus forte en Italie de la Renaissance qu'ailleurs, car le pays était alors le plus riche de tous ».

## Conséquences

### Démographiques et économiques
Les pertes démographiques sont réparées assez rapidement. Après la peste de 1630, Bologne accroit sa population de 31 % en 30 ans, Brescia de 40 % en 20 ans, Venise de 60 % en 25 ans. Après la peste de 1656, Naples et Gênes retrouvent leur population en 35 ans.
Les conséquences économiques de la peste n'apparaissent que de façon lointaine et indirecte au niveau régional, cependant la peste est souvent évoquée pour expliquer le déclin définitif ou prolongé, de certaines villes, comme celle de Venise après 1631 en tant que grande puissance commerciale et politique. La peste de 1630 expliquerait le déclin économique relatif de l'Italie du nord par rapport à ses concurrents européens.

### Scientifiques et de santé publique
La suite du XVIIe siècle voit un déclin des écoles de médecine italiennes, comme Padoue et Bologne, jusqu'alors parmi les plus illustres et les plus avancées d'Europe. D'autres pays prennent le relais comme l'Angleterre et les Pays-Bas, le doute grandit avec une désacralisation du galénisme. Des polémiques virulentes surviennent (querelle des Anciens et des Modernes) à propos de théories inédites, de nouveaux traitements et remèdes qui apparaissent et disparaissent rapidement.
Différents courants de scepticisme critique, voire de nihilisme thérapeutique voient le jour, notamment contre les produits chers, compliqués et farfelus comme la thériaque. Un courant moderne rationnel propose la simplicité, la clarté et la prudence en s'appuyant sur les faits, c'est le cas en Italie de Marcello Malpighi (1628-1694), Francesco Redi (1626-1697), Bernardino Ramazzini (1633-1714), et de Giorgio Baglivi (1668-1709).
En Europe, au tournant du XVIIIe siècle, une idée tend à s'imposer : l'exercice de la médecine doit comporter une période de formation professionnelle pratique et des épreuves spécifiques (différentes du commentaire de textes de grands auteurs) auxquelles il fallait se soumettre. Dès lors, les autres pays d'Europe, d'abord en retard sur l'Italie pour le nombre de médecins ou pour le niveau des structures sanitaires, sont finalement parvenus au même résultat.

## Littérature

### De pestilentia

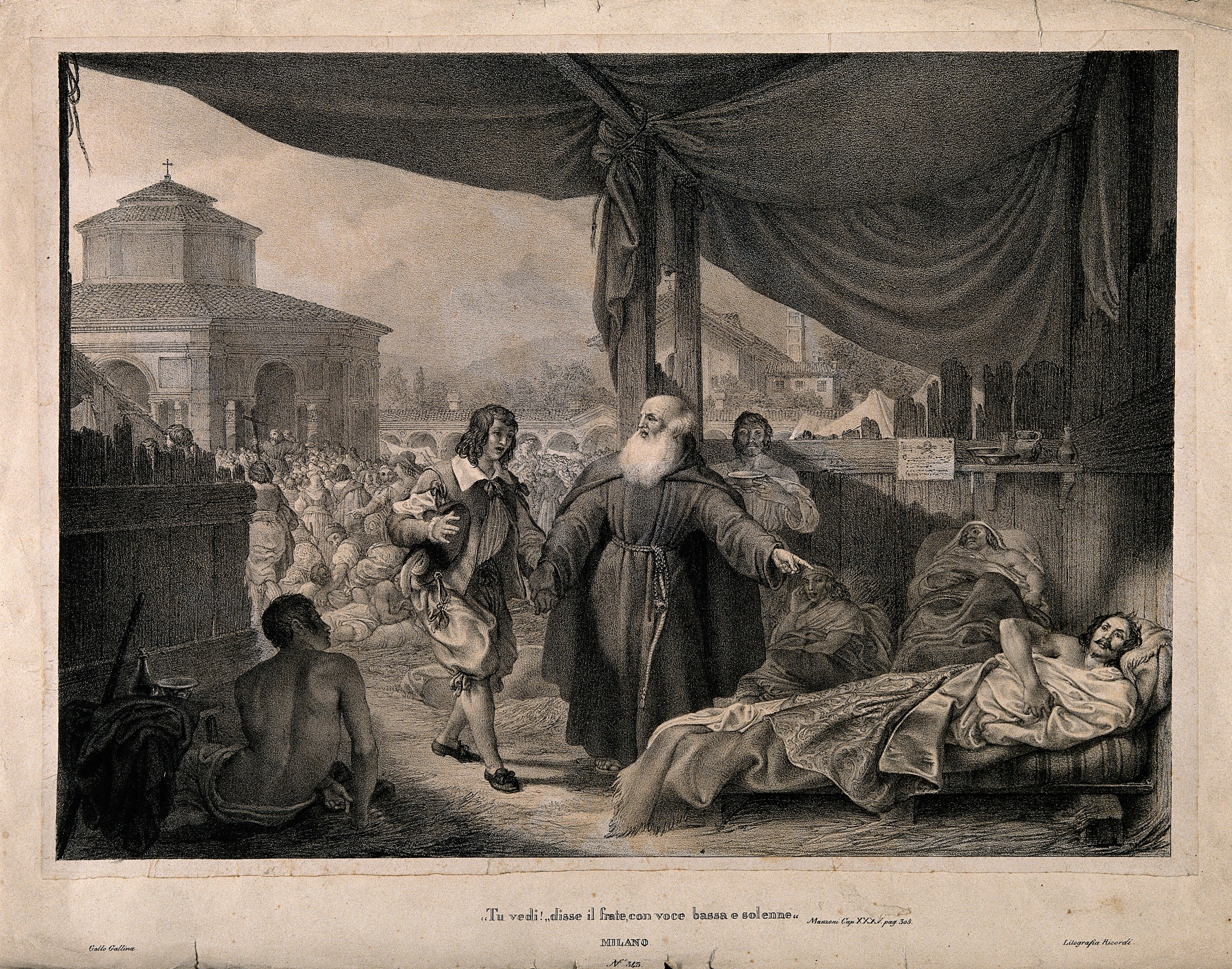
Renzo cherche Lucia au Lazaret de Milan (illustration du roman I promessi sposi de Manzoni).

En août 1630, peu de temps avant sa mort, l'archevêque de Milan Federico Borromeo rédige De pestilentia (en italien La peste di Milano), recueil de ses observations et réflexions sur la peste de Milan. La peste n'est pas tant un problème médical qu'une bataille entre la lumière (l'amour de Dieu) et l'obscurité (la haine du démon).
Borromeo engage les membres du clergé à assister les mourants dans les rues, et après la perte des deux tiers d'entre eux, il fait appel aux ordres mendiants et aux jésuites pour les remplacer, ainsi qu'aux religieuses pour servir dans les hôpitaux et lazarets. Il accorde aux morts de peste l'indulgence pour leurs péchés non confessés.
Pour Borromeo, l'administration de l'Église doit prévaloir sur celle des autorités civiles. Il accuse celles-ci d'avoir tardé à déclarer la peste et à instaurer la quarantaine, pour continuer à percevoir taxes et droits coutumiers. Les démons de la peste se manifestent chez les « engraisseurs » (qui imprègnent de graisses maléfiques) et les empoisonneurs, aussi bien que chez les charlatans vendeurs de remèdes et protections sans effets.

### I promessi sposi

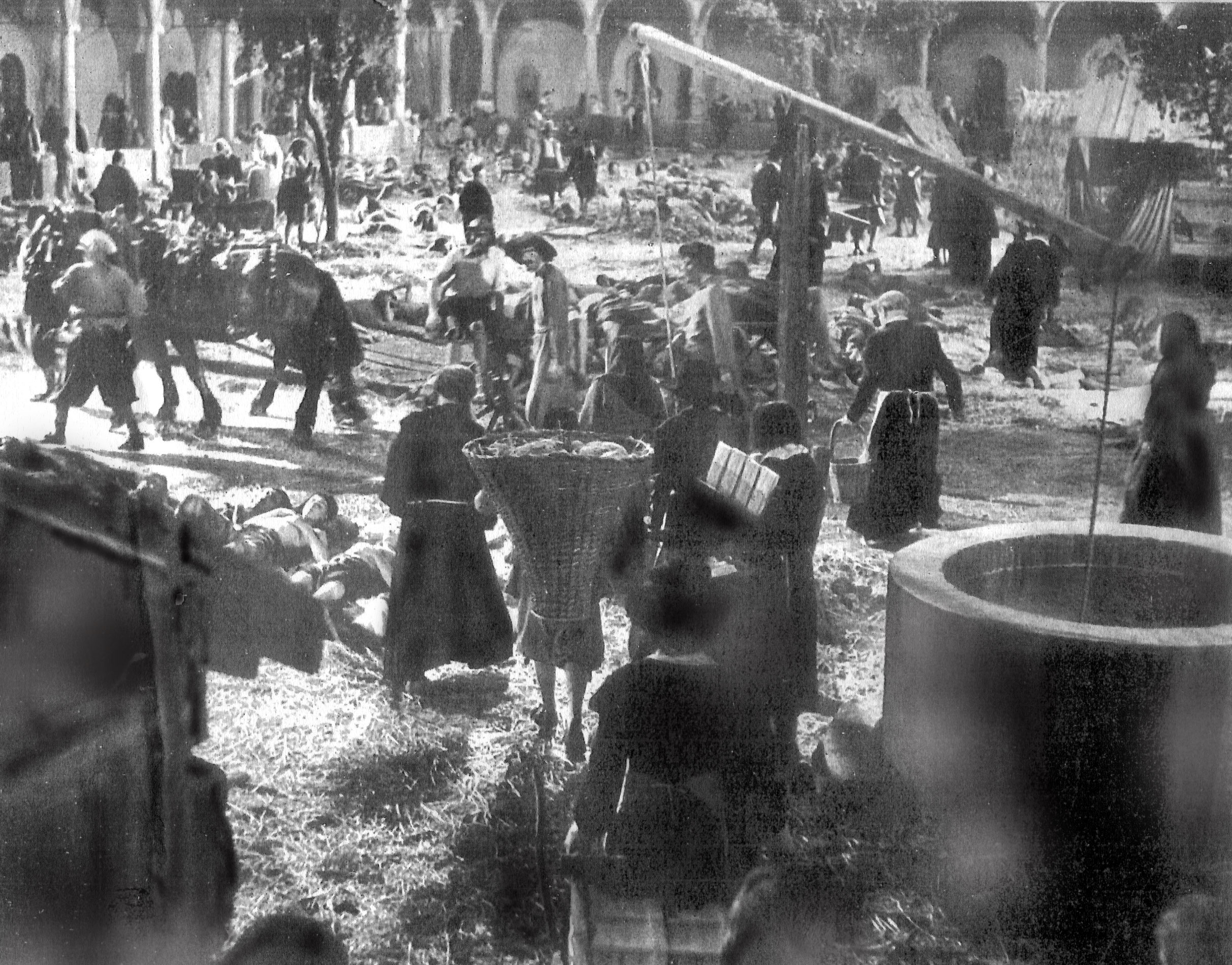
Le lazaret de Milan lors de l'épidémie de 1630, scène du film I promessi sposi (1941) de Mario Camerini.

La peste de 1630 à Milan constitue la toile de fond de plusieurs chapitres du roman d'Alessandro Manzoni (1785-1873) Les Fiancés (I promessi sposi). L'amour entre Renzo et Lucia survit à toutes les épreuves : distance et séparation, fuites et refuges, prisons, guerre et peste. La peste joue un rôle neutre, elle sépare les amants pour mieux les réunir.
La description par Manzoni des conditions et des événements dans Milan ravagé par la peste est complètement historique. La description effroyable du Lazaret de Milan (it) et de ses milliers de malades est le point d'orgue du roman. Bien qu'il s'agisse d'une œuvre de fiction, elle s'appuie sur des sources primaires recherchées par l'auteur, dont La peste di Milano de Federico Borromeo, avec des notes de renvoi.

## Représentations artistiques
Elles concernent les épidémies de peste de Milan de 1576 (avec saint Charles Borromée) et de 1630 (avec Federico Borromeo).

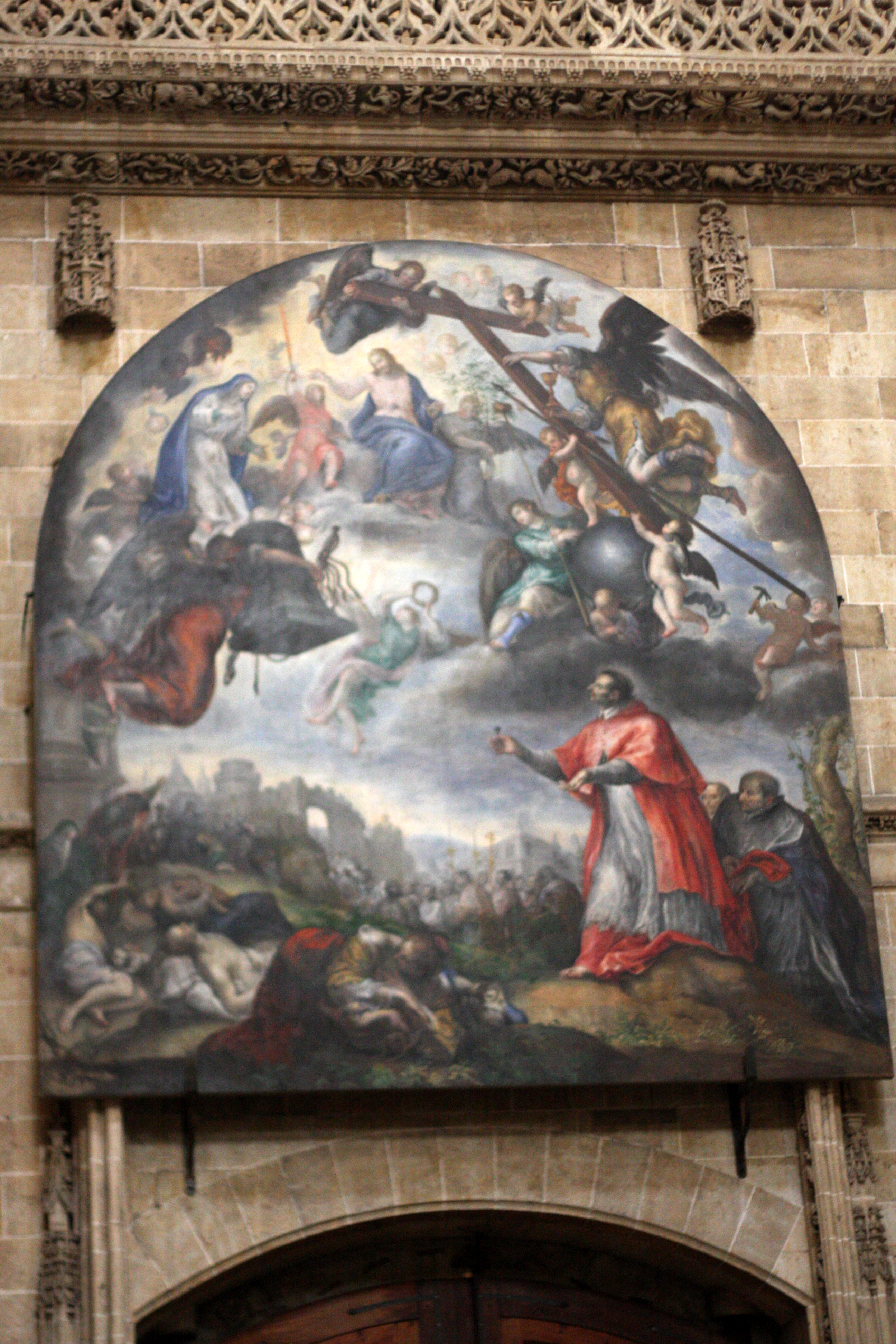
Francisco Camilo (1610-1673).
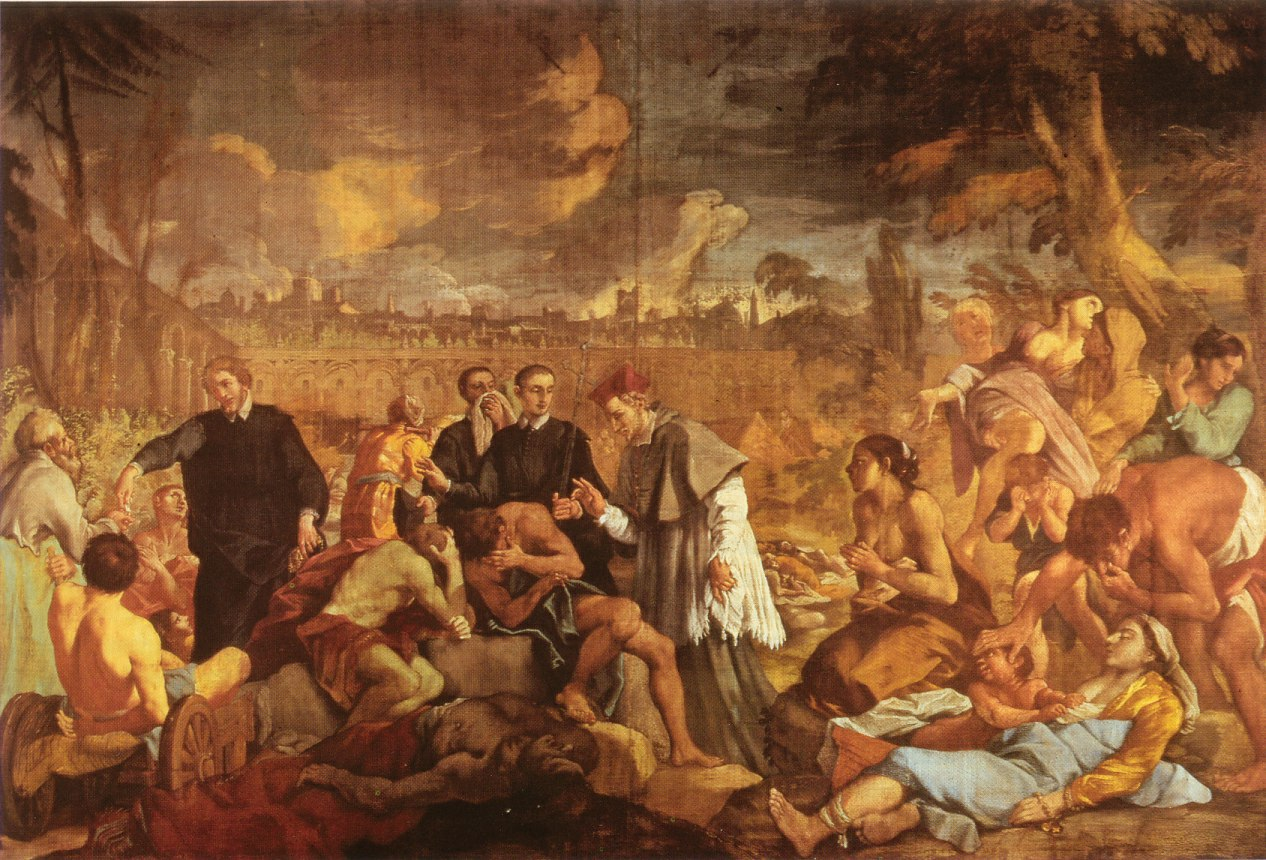
Luigi Pellegrini Scaramuccia (1616-1680).
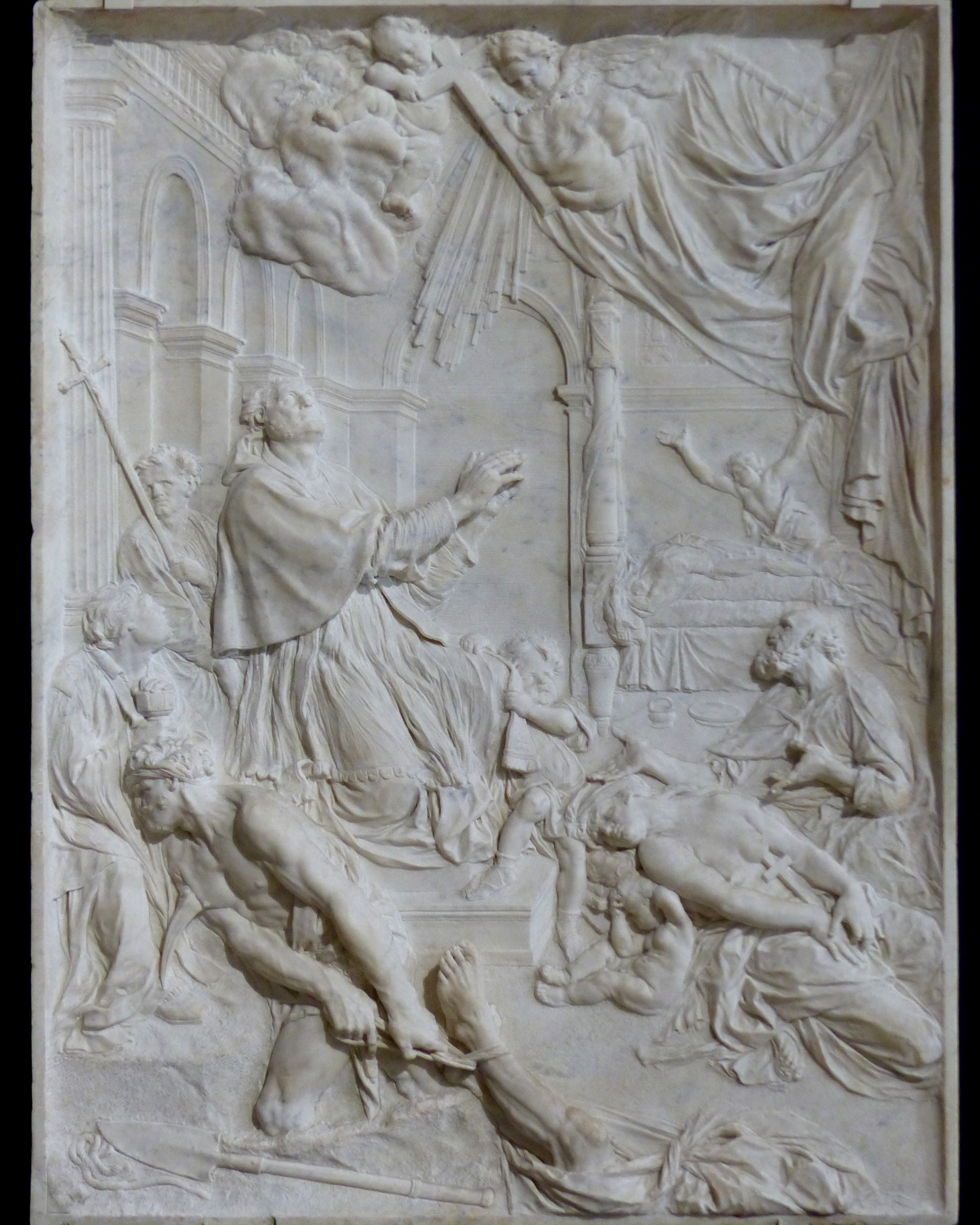
Pierre Puget (1620-1694).
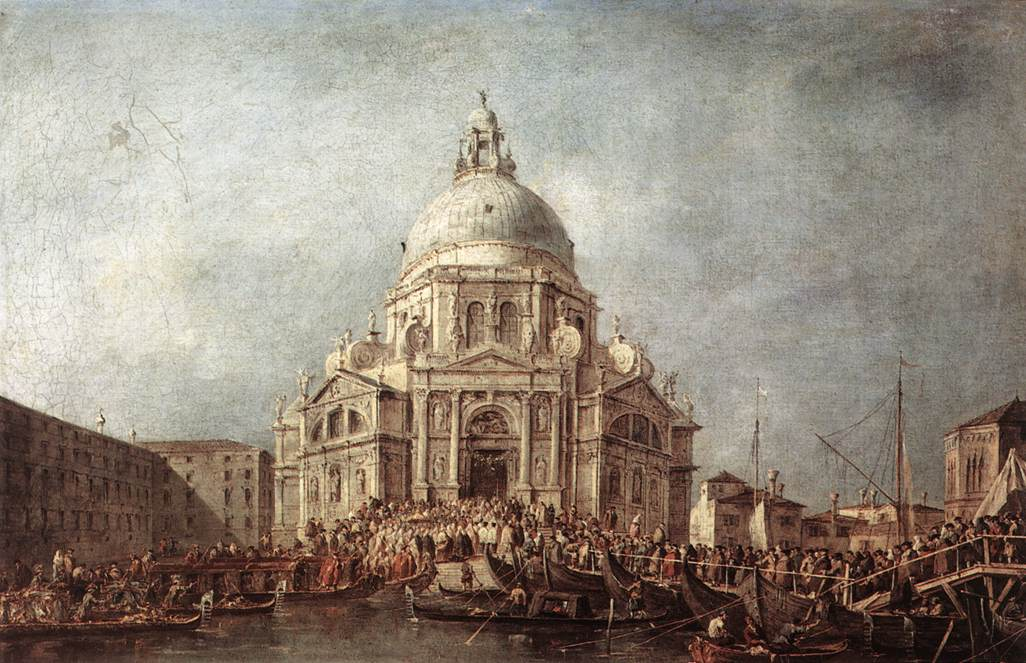
Francesco Guardi (1712-1793).
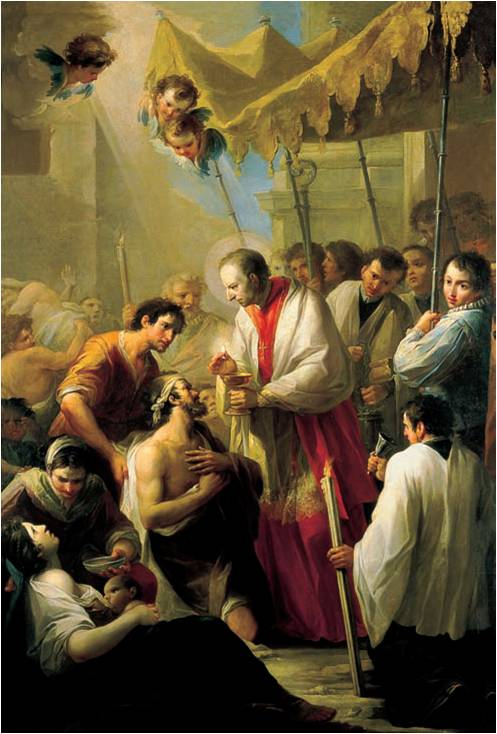
Mariano Salvador Maella (1739-1819).
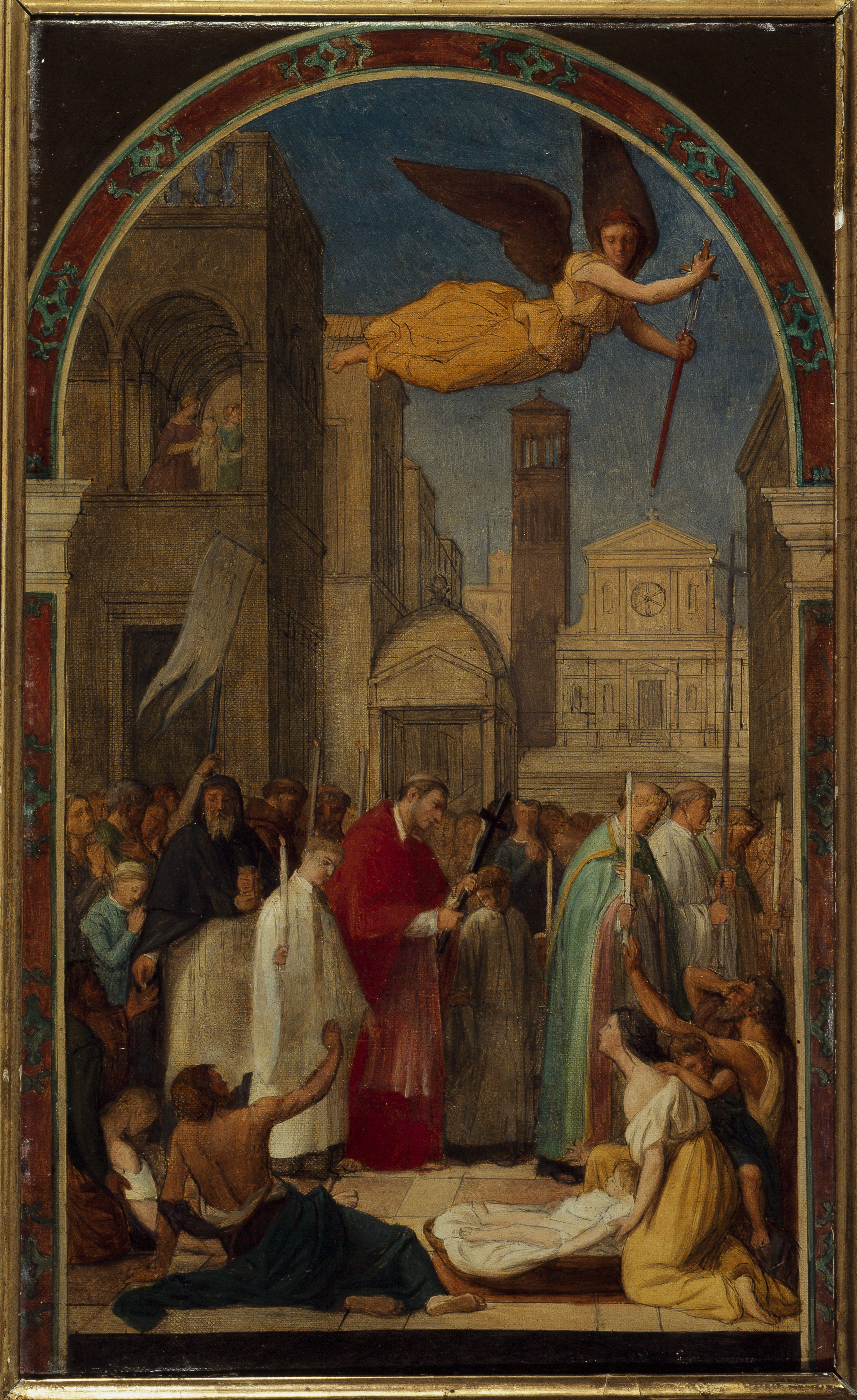
Auguste Pichon (1805-1900).

- Peste de Milan, par Francisco Camilo (Nouvelle cathédrale de Salamanque).
- Federico borromeo visitant le lazaret lors de la peste de Milan, par Luigi Pellegrini Scaramuccia (Bibliothèque Ambrosienne).
- Saint Charles Borromée priant pour la cessation de la peste de Milan, par Pierre Puget (Musée des beaux arts de Marseille).
- Le Doge de Venise se rend à la Salute le 21 novembre, jour de la commémoration de la fin de la peste de 1630, par Francesco Guardi (Musée du Louvre).
- San Carlos Borromeo, par Mariano Salvador Maella (Banque d'Espagne).
- Procession de saint Charles Borromée pendant la peste de Milan, par Auguste Pichon (Musée Carnavalet).

### Catalogue
- Nicolas Poussin, La Peste d'Asdod (ou Azoth) aussi dit Les Philistins frappés par la peste, 1630-1631, Louvre, Paris.